# Chrysops concavus
Chrysops concavus är en tvåvingeart som beskrevs av Friedrich Hermann Loew 1858. Chrysops concavus ingår i släktet Chrysops och familjen bromsar. Inga underarter finns listade i Catalogue of Life.